# Нор-нахичеванский диалект
Нор-нахичеванский армянский или донской армянский — диалект западноармянского языка, на котором преимущественно говорят жители юго-запада Ростовской области — в Мясниковском районе и городе Ростове-на-Дону.

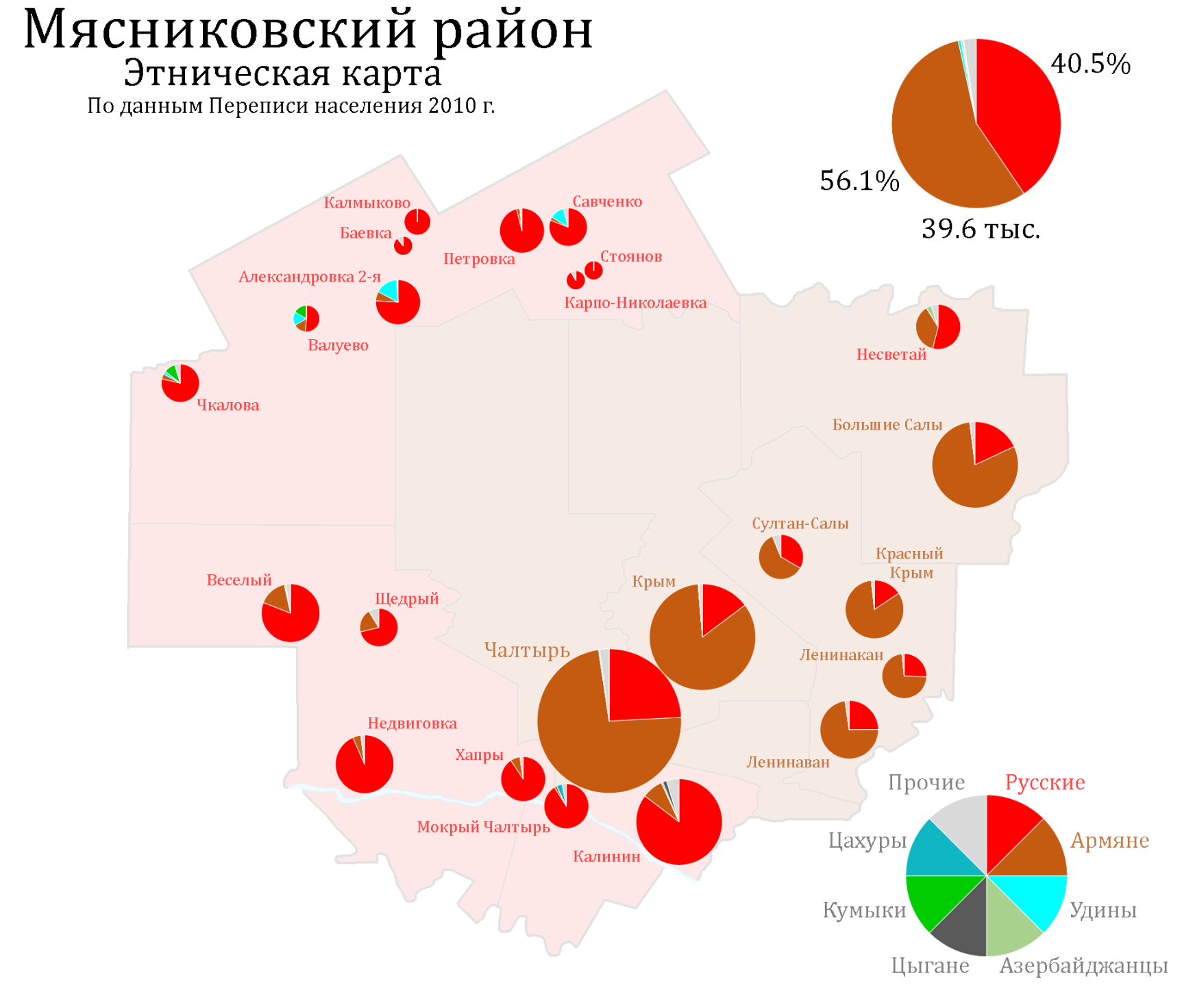
Этническая карта Мясниковского района Ростовской области (по данным переписи 2010 года)

В свою очередь сам диалект делят на две формы — основную и субдиалектную. Носители основной формы представляют в числе общих носителей нор-нахичеванского диалекта большинство и проживают в Нахичевани (район Ростова), в сёлах Большие Салы, Султан Салы и Несветай. Носители субдиалектной формы компактно проживают в сёлах Чалтырь и Крым (бывш. Топти).

## История
Нор-нахичеванский диалект образовался в обществе армян-переселенцев в низовья Дона из Крыма, которые ранее были вынуждены переселиться туда из Западной Армении — исторической области на востоке современной Турции, где в древности проживало большое число армян.
Первое крупное исследование донского армянского диалекта сделал армянский лингвист, профессор Рачия Ачарян, который был известен своими работами в области диалектологии, лексикологии, лексикографии, истории языка и т. д.. На его трудах основан первый словарь нор-нахичеванского диалекта, разработанный армянским филологом Геворгом Джалашьяном. Он изучил исследования Р. Ачаряна, классифицировал их, развив и обогатив более подробным анализом как фонетических особенностей так и словарного состава диалекта.

## Интересные особенности
- Согласно этимологии, изначально описанной в трудах Р. Ачаряна и Г. Джалашьяна, в субдиалектной форме нор-нахичеванского армянского сохраняется спряжение на u, существовавшее ещё в древнеармянском языке, правда оно довольно редкое и к нему принадлежит всего несколько глаголов. Примеры: k’tsutsunum, k’tsutsunus, k’tsutsune, k’tsutsunuk, k’tsutsunun, k’tsutsununk; g’ulum, g’ulus, g’ule, g’uluk, g’ulun, g’ulunk; g’desnum, g’desnus, g’desne, g’desnuk, g’desnun, g’desnunk; k’temuztsunum, k’temuztsunus, k’temuztsune, k’temuztsunuk, k’temuztsunun, k’temuztsununk и т. д.[5][6][7][8][9]

- У армян есть древний религиозный праздник Вардавар (с литературной формы армянского), который отмечают через 14 недель после пасхи. Его характерным обычаем является поливание друг друга водой. Праздник до сих пор ежегодно отмечают и донские армяне, собираясь возле церкви Сурб-Хач. В ростовской Нахичевани местные называют его Вартевор (основная форма нор-нахичеванского диалекта), а в Чалтыре — Ваштевор (субдиалектная форма).[10]